# Annie Villeneuve
Annie Villeneuve (Saguenay, 5 maggio 1983) è una cantante canadese.

## Biografia
È sorella gemella di Suzie Villeneuve, cantante in attività fino al 2010.
Annie Villeneuve è salita alla ribalta nel 2003 con la sua partecipazione al talent show del Canada francofono Star Academy, dove è arrivata in finale, piazzandosi 3ª.
Il suo album di debutto, Quand je ferme les yeux, è uscito nel 2005 e ha debuttato alla 3ª posizione della classifica Billboard Canadian Albums, oltre a venire certificato disco di platino dalla Music Canada con oltre 100 000 copie vendute a livello nazionale. Il successo del disco ha fruttato alla cantante tre candidature ai premi ADISQ, il più prestigioso riconoscimento musicale del Québec: uno per la rivelazione dell'anno, uno per l'album pop/rock dell'anno, e uno per la canzone dell'anno per il suo singolo di debutto Tomber à l'eau.
Nel 2009 la cantante ha pubblicato il suo secondo album eponimo, il cui singolo apripista, Ce soir, è diventato il primo ingresso della cantante nella Billboard Canadian Hot 100 all'86ª posizione. Raggiungerà il suo miglior piazzamento nella classifica l'anno successivo grazie a J'imagine, che ha raggiunto il 36º posto. Sempre nel 2010, è uscito l'album natalizio Noël chez moi, che (così come il precedente) ha raggiunto il 7º posto nella classifica nazionale ed è stato certificato disco d'oro con oltre 40 000 copie vendute.
Annie Villeneuve ha conquistato la top 10 della classifica canadese per la quarta volta nel 2012 grazie al quarto album Telle qu'elle, che ha debuttato al 9º posto. Il suo quinto album, 5, uscito tre anni dopo, si è fermato al 22º posto.

## Discografia

### Album in studio
- 2005 – Quand je ferme les yeux
- 2009 – Annie Villeneuve
- 2010 – Noël chez moi
- 2012 – Telle qu'elle
- 2017 – 5

### Singoli
- 2004 – Tomber à l'eau
- 2005 – Un ange qui passe
- 2005 – Quand je ferme les yeux
- 2009 – Mon héros
- 2009 – Ce soir
- 2010 – J'imagine
- 2012 – Le sais-tu?
- 2014 – White Christmas (con Les Sœurs Riverin)
- 2016 – C'est ça la vie
- 2017 – Emmène-moi